# Fiat 524
Fiat 524 a fost un automobil produs de Fiat din 1931, succesor al modelului Fiat 525 în clasa superioară. A fost disponibil în două variante de șasiu: 524 L („lung”) cu ampatament mare și 524 C („corto”) cu ampatament redus. Modelul includea variante precum limuzină, coupé și cabriolet, toate construite pe un șasiu tip „ladder” cu elemente transversale, completat cu caroserii integral din oțel.
Automobilul era propulsat de un motor cu 6 cilindri în linie, alimentat cu benzină, cu o capacitate de 2.516 cm³, cu o diametru al cilindrului de 72 mm și o cursă de 103 mm. Motorul dezvolta 52 CP (38 kW) la un raport de compresie de 5,8:1. Transmisia se realiza printr-o cutie de viteze manuală cu 4 trepte și schimbător central. O versiune sport cu compresie mărită la 6,3:1 genera 55 CP (40 kW) la 3.300 rpm, permitând o viteză maximă de 95 km/h.

## Fiat 524 L
Versiunea limuzină avea un ampatament de 3.230 mm și o lățime a urmei roților de 1.438 mm în față și de 1.460 mm în spate. Raportul de transmisie al cutiei de viteze permitea viteze maxime pe trepte astfel: 28 km/h (treapta I), 48 km/h (treapta a II-a), 67 km/h (treapta a III-a) și 95 km/h (treapta a IV-a). Gradul de urcare era de 25% în prima treaptă și 5% în a patra treaptă. Sistemul electric funcționa la 12 V, cu acumulator de 51 Ah.
Atât axele din față, cât și cele din spate erau montate pe arcuri elicoidale semi-elliptice, cu arcurile amplasate sub axa spate (sistem „Underslung”). Amortizoarele hidraulice erau incluse standard, cu excepția versiunii sport, care avea amortizoare cu fricțiune. Raza minimă de viraj era de 11,6 metri. Frânarea era asigurată de un sistem hidraulic cu tamburi pe toate roțile, iar frâna de parcare acționa prin intermediul unui mecanism pe arborele de transmisie spre puntea spate.

## Fiat 524 C
Versiunea cabriolet a fost denumită 524 C. După ce producția în Italia a fost întreruptă, instalațiile de fabricație au fost mutate la Varșovia (Polonia), unde, începând cu sfârșitul anului 1936, au început să producă modelele sub denumirea „Polski-Fiat” pentru piața poloneză. Ampatamentul la cabriolet a fost redus la 3.070 mm, comparativ cu limuzina. Deși unele surse menționează un total de 12.799 de unități fabricate pentru Polonia, acest număr este considerat nerealist, producția reală fiind probabil limitată la câteva sute de exemplare.

## Date de producție
| An            | 1931 | 1932  | 1933 | 1934 | 1935 | 1936 | 1937 | 1938 | 1939 | Total |
| ------------- | ---- | ----- | ---- | ---- | ---- | ---- | ---- | ---- | ---- | ----- |
| 524 C Italia  | 569  | 804   | 56   |      |      |      |      |      |      | 1.429 |
| 524 L Italia  | 263  | 731   | 270  | 82   |      |      |      |      |      | 1.346 |
| 524 C Polonia |      |       |      |      |      | *    | *    | *    | *    | *     |
| 524 L Polonia |      |       |      |      |      | *    | *    | *    | *    | *     |
| Total         | 832  | 1.535 | 326  | 82   |      | *    | *    | *    | *    | 2.775 |